# فاطمة سلطان (ابنة مراد الثالث)
فاطمة سلطان (بالتركية العثمانية: فاطمہ سلطان)‏، هي أميرة عثمانية وابنة السلطان مراد الثالث (1574 - 1595) وزوجته صفية سلطان، وأخت السلطان محمد الثالث (عهد 1595 - 1603).

## الحياة
فاطمة سلطان هي ابنة السلطان مراد الثالث وزوجته صفية سلطان. تزوجت فاطمة من خليل باشا قبطان الأسطول العثماني في 6 ديسمبر 1593، وجرى زفافها في القصر القديم، واستمرت الأفراح والاحتفالات سبعة أيام، وصف المؤرخ مصطفى سيبلنكي الحشود التي خرجت لمشاهدة موكب فاطمة سلطان المحمولة في هودج ذي ستار أحمر بأنها حشود ضخمة، وتم توزيع العملات الذهبية اللامعة على الجماهير أثناء الاحتفال، وكان مهرها 300,000 ذهبية بندقية، وكجزء من الاحتفالات تم إعطاء أجازة سبعة أيام لأعضاء الديوان.
في 1595 لم يُبحر خليل باشا لم بالأسطول لأن فاطمة كانت حاملًا بابنها الأول، حيث أنجبت ولدًا في أكتوبر 1595.
بعد موت خليل باشا في 1603، تزوجت فاطمة سلطان حيدر باشا في ديسمبر عام 1604، توفيت ودفنت في قبر والدها في مسجد آيا صوفيا بإسطنبول.

## إخوتها
لدي فاطمة سلطان أربعة إخوة أشقاء من أبيها وأمها السلطانة صفية، هم:
- محمد الثالث
- شهزاده محمود
- عائشة سلطان
- فخریة سلطان